# Pomacentrus moluccensis
 Pomacentrus moluccensis és una espècie de peix de la família dels pomacèntrids i de l'ordre dels perciformes.

## Morfologia
Els mascles poden assolir els 9 cm de longitud total.

## Distribució geogràfica
Es troba des del Mar d'Andaman fins a Fidji, les Illes Ryukyu i Tonga.